# Viernau
Viernau település Németországban, azon belül Türingiában. Lakosainak száma 1926 fő (2017. december 31.).

## Népesség
A település népességének változása:

| 2010 | 2 024 |
| 2017 | 1 926 |